# Cerapachys opacus
Cerapachys opacus é uma espécie de formiga do gênero Cerapachys.